# Біктесін
Біктесі́н (каз. Биіктесін) — село у складі Зерендинського району Акмолинської області Казахстану. Входить до складу Кизилсаянського сільського округу.
Населення — 22 особи (2021; 82 у 2009, 121 у 1999, 181 у 1989).
Національний склад станом на 1989 рік:
- казахи — 100 %.

У радянські часи село називалось також Бікктесін.